# 米契·凱勒
米契·湯瑪斯·凱勒（英語：Mitch Thomas Keller，1996年4月4日—），為美國職棒大聯盟的投手，目前效力於匹茲堡海盜。

## 職業生涯
2014年美國職棒大聯盟選秀，海盜在第二輪選進凱勒。
2019年5月26日，凱勒登上大聯盟。他在初登場主投4局失6分，送出7次三振。整季他的防禦率高達7.13。2020年，他先發5場比賽，防禦率2.91。
2021年，由於當時球隊投手教練仍對凱勒灌輸較傳統的投球觀念，時常要求他將球投低，反而讓他在面對擅長打低球的打者時變得毫無壓制力。最終他只拿下5勝11敗，防禦率6.17。
2022年，凱勒的防禦率還是高達6.61。後來凱勒新練了伸卡球，這也讓他的防禦率有下降到3.21。10月4日，他被亞伯特·普荷斯敲出其生涯第703轟。整季他的防禦率為3.91，並送出138次三振。
2023年1月13日，凱勒與海盜簽下1年243萬7500美元的合約。他也在這年順利成為球隊的開幕戰先發投手。

## 個人生活
凱勒於2020年結婚，他的弟弟喬恩目前在金鶯隊小聯盟體系打球。

## 外部連結
- 球員資訊和成績在MLB，ESPN，Baseball-Reference，Fangraphs（英文）